# Contes pour tous
Les Contes pour tous sont une série de films jeunesse produits par le producteur québécois Rock Demers et sa compagnie Les Productions La Fête. Plusieurs des films de la série sont produits en coproduction avec des partenaires étrangers répartis sur plusieurs continents allant de Kratky Films (Prague) à China Films (Chine), en passant par Channel 4 (Royaume-Uni), Pathé (France) et Hallmark et Showtime (États-Unis).

## Historique
Les premiers films ont été tournés au Québec en français québécois, puis au Canada anglais, pour ensuite s'internationaliser, notamment vers les pays de l'Est. Plusieurs des films de cette série ont été diffusés dans de nombreux pays.
Les films de la série Contes pour tous ont été salués pour leur qualité et leur absence de violence. Certains films de cette série sont très populaires : La Guerre des tuques (au Canada), Opération beurre de pinottes, Bach et Bottine (salué par l'UNESCO), La Grenouille et la Baleine, Les Aventuriers du timbre perdu, Vincent et moi.
La série Contes pour tous devait se limiter originellement à neuf films ; elle en compte maintenant vingt-cinq, le dernier en date, Coco ferme, s’est ajouté en 2023, après un long silence (le précédent, La Gang des hors-la-loi, était sorti en 2014). Le premier film jeunesse produit par Rock Demers, Le Martien de Noël, ne faisait pas partie à l'origine de la série Contes pour tous, mais avec le recul, il est aujourd'hui considéré par Les Productions La Fête comme en faisant partie intégrante.
Parmi les réalisateurs ayant œuvré fréquemment sur les Contes pour tous, figurent André Mélançon, (La Guerre des tuques, Bach et Bottine, Fierro... l'été des secrets et Daniel et les Superdogs, ainsi que le scénario de La Grenouille et la Baleine), Michael Rubbo (Opération beurre de pinottes, Les Aventuriers du timbre perdu, Vincent et moi, Le Retour des aventuriers du timbre perdu) et Jean Beaudry (Pas de répit pour Mélanie, Tirelire, combines et cie, La Gang des hors-la-loi).
Certains des films ont donné lieu à des romans, publiés chez l'éditeur Québec-Amérique. La version animée La Guerre des tuques 3D est sortie en 2015 en marge de cette série.

## Liste des films de la série
- #0: 1970 : Le Martien de Noël
- #1: 1984 : La Guerre des tuques
- #2: 1985 : Opération beurre de pinottes (The Peanut Butter Solution)
- #3: 1986 : Bach et Bottine
- #4: 1987 : Le Jeune Magicien (Cudowne dziecko) co-prod canado-polonaise
- #5: 1987 : C'est pas parce qu'on est petit qu'on peut pas être grand (The Great Land of Small)
- #6: 1988 : La Grenouille et la Baleine
- #7: 1988 : Les Aventuriers du timbre perdu (Tommy Tricker and the Stamp Traveller)
- #8: 1989 : Fierro... l'été des secrets (El Verano del potro)
- #9: 1989 : Bye bye chaperon rouge
- #10: 1990 : Pas de répit pour Mélanie
- #11: 1990 : Vincent et moi
- #12: 1991 : La Championne (Campioana) co-prod canado-roumaine
- #13: 1992 : Tirelire, combines et cie
- #14: 1992 : Danger pleine-lune (Motýlí cas)
- #15: 1994 : Le Retour des aventuriers du timbre perdu (The Return of Tommy Tricker)
- #16: 1997 : Moustaches (Whiskers)
- #17: 1997 : Viens danser... sur la lune ! (Dancing on the Moon)
- #18: 1998 : Hathi
- #19: 1999 : Mon petit diable
- #20: 2001 : La Forteresse suspendue (Suite de La guerre des tuques de 1984)
- #21: 2002 : Régina! (Regína) co-prod canado-islandaise (film de genre musical)
- #22: 2004 : Un été avec les fantômes (Summer with the Ghosts)
- #23: 2005 : Daniel et les Superdogs (Daniel and the Superdogs)
- 2005 : Maman, mon éléphant et moi (Knetter)
- 2009 : Un cargo pour l'Afrique (A Cargo to Africa)
- #24: 2014 : La Gang des hors-la-loi
- #25: 2023 : Coco ferme
- #26: 2024 : Mlle Bottine
- #27: 2025 : Ma belle-mère est une sorcière (sortie prévue à l'automne 2025)

Et aussi (documentaire) :
- La Guerre des tuques au fil du temps (2009) (retrouvailles du 25e anniversaire)